# Gorno Eserowo

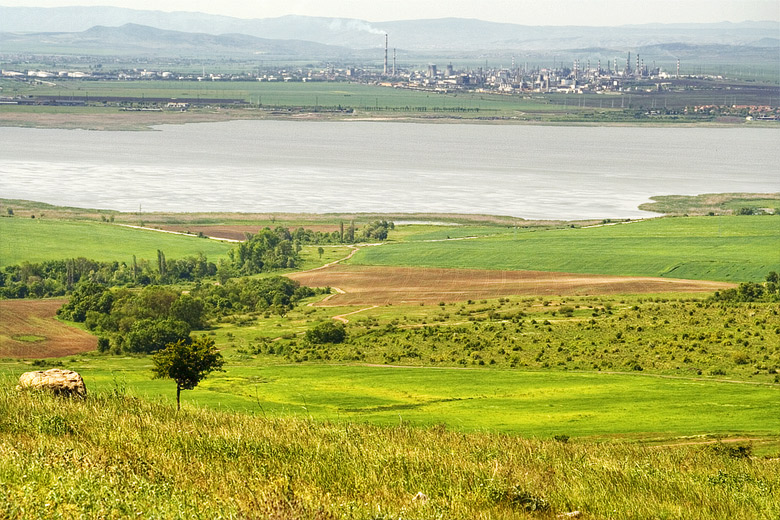
Der Burgassee mit der LUKoil Neftochim-Raffinerie und das Viertel Dolno Eserowo vom Gorno Eserowo aus

Gorno Eserowo (auch Gorno Ezerovo geschrieben, bulgarisch Горно Езерово, zu deutsch Oberes Seedorf) ist ein vom Stadtzentrum rund 10 km entfernter Stadtviertel der bulgarischen Schwarzmeerstadt Burgas mit etwa 2000 Einwohnern. Am 4. Dezember 1985 wurde der Ort in die Gemeinde Burgas eingegliedert und ist seit 1987 ein Stadtteil.
Das Stadtviertel liegt am nördlichen Hang des Stadtbergs von Burgas: Warli brjag (209 m), südlich des Burgas-Sees. Westlich von Gorno Esserowo endet der mittelalterlichen Grenzwall Erkesija. Er wurde im Auftrag des bulgarischen Herrscher Krum im 9. Jahrhundert errichtet und reichte vom heutigen Burgas bis Simeonowgrad am Fluss Mariza inmitten der Thrakien-Ebene. Seine Länge betrug 140 km. Der Grenzwall teilte sich kurz vor Pirgos und seine Teilstücke erreichten das Ufer der heutigen Burgas- und Mandrasee.
Das heutige Stadtviertel wurde zum ersten Mal 1623/24 im osmanischen Steuerregister als Dorf Megrere genannt. Das Dorf lag in der Anchialo Vilayet und hatte eine Bevölkerung von 86 Christliche Familien. 1864 siedelte die osmanische Regierung Tscherkessen im Dorf an. 1884 wurde die islamische Bevölkerung vom Dorf umgesiedelt und das Dorf stand leer. 1913 wurde das Dorf von bulgarischen Flüchtlingen aus den Balkankriegen 1912/13 aus Ost- und Westthrakien (thrakische Bulgaren) und Mazedonien (makedonische Bulgaren) als Flüchtlingslager neu begründet.